# Capo Lancaster
Capo Lancaster è un promontorio che forma l'estremità meridionale dell'isola di Anvers nell'arcipelago di Palmer, in Antartide.
Fu scoperto da una spedizione tedesca guidata da Eduard Dallmann nel 1873–1874. Il promontorio fu successivamente avvistato dalla spedizione belga in Antartide, 1897–1899, guidata da Adrien de Gerlache che gli diede il nome di Albert Lancaster, direttore scientifico del servizio meteorologico dell'Osservatorio Reale del Belgio e sostenitore della spedizione.